# Ivan-Franko-Klasse
Die Ivan-Franko-Klasse, vor allem in DDR-Publikationen auch Iwan-Franko-Klasse geschrieben entsprechend der deutschen Transkription des kyrillischen Alphabets, war eine Serie von fünf Fahrgast- und Kreuzfahrtschiffen der Mathias-Thesen-Werft in Wismar, die zwischen 1963 und 1972 für die UdSSR gebaut wurden. Die Bauserie wurde auch als Schriftsteller-Klasse bezeichnet.

## Geschichte
Der Bau einer Serie von größeren Fahrgastschiffen war in den 1960er Jahren einmalig im Fahrgastschiffbau. Es waren die bis dahin größten Neubauten des Schiffbaus in der DDR und die ersten größeren Fahrgastschiffe, die nach dem Zweiten Weltkrieg in beiden deutschen Staaten gebaut wurden. Drei Schiffe gingen an die sowjetische Schwarzmeer-Seereederei, zwei an die Ostseereederei (Baltische Seereederei). Ab 1972 wurden die Schiffe modernisiert. Insbesondere die Inneneinrichtung der Passagierräume wurde im russischen bzw. ukrainischen und georgischen Stil erneuert. Zwischen 1997 und 2020 wurden die Schiffe außer Dienst gestellt.

## Liste der Schiffe Projekt 301/SeeFa 750
Seefahrtschiffe des Projekts 301/SeeFa 750:

### Ivan Franko
Das Typschiff Ivan Franko (russisch Иван Франко), benannt nach dem ukrainischen Schriftsteller Iwan Franko, wurde am 7. Oktober 1964 an die Schwarzmeer-Seereederei der Sowjetunion, die Black Sea Shipping Co. (Blasco) abgeliefert. Mehrfach modernisiert, wurde sie im internationalen Kreuzfahrtdienst eingesetzt. 1997 erfolgte der Verkauf an die Reederei Pollux Shipping in Kingstown auf St. Vincent und das Schiff wurde in Frank umbenannt. Am 21. Juli 1997 traf das Schiff im indischen Alang zum Abbruch ein.
In dem 1967 erschienenen DEFA-Film Meine Freundin Sybille dient das Schiff als Handlungsort.

### Aleksandr Pushkin
Die Aleksandr Pushkin (russisch Александр Пушкин), benannt nach Alexander Sergejewitsch Puschkin, wurde am 14. August 1965 an die sowjetische Baltic Shipping Co. (deutsch Baltische Seereederei) mit Sitz in Leningrad abgeliefert. Nach langjährigem Einsatz als Kreuzfahrtschiff zwischen Leningrad und Montreal wurde sie 1985 für die sowjetische Fernost-Seereederei Far Eastern Shipping Co. in Wladiwostok registriert und an die CTC Cruises aus Sydney verchartert. Nachdem sie 1990 in Singapur auflag, wurde sie 1991 an die Shipping & General (Orient Lines) aus Nassau verkauft. Umbenannt in Marco Polo, wurde sie auf der Neorion-Werft in Syros umgebaut. Dabei wurde die Beförderungskapazität auf 850 Kabinenpassagiere erhöht. Ab 1993 war sie wieder im Kreuzfahrtdienst im Einsatz. Zuletzt wurde die Marco Polo von der britischen Reederei Cruise & Maritime Voyages betrieben. Nach deren Insolvenz im Jahr 2020 wurde die Marco Polo versteigert. Der neue Eigentümer verkaufte das Schiff zum Abbruch in Alang.

### Taras Shevchenko
Die Taras Shevchenko (russisch Тарас Шевченко), benannt nach Taras Schewtschenko, wurde am 26. April 1966 an die sowjetische Schwarzmeer-Seereederei abgeliefert und von dieser im Kreuzfahrtdienst eingesetzt. Nachdem sie fünf Jahre an Jahn Reisen verchartert worden war, kam sie 1989 anschließend in ukrainischen Besitz. 1995 wurde sie in Odessa umgebaut und 1997 an die Odessaer Ocean Agencies verkauft. Wegen finanzieller Probleme der Reederei wurde sie im Juni 1998 im Hafen von Piräus festgelegt. Im folgenden Monat wurde sie in Illitschiwsk (heute Tschornomorsk) aufgelegt. 2004 wurde sie zum Abwracken verkauft und 2005 unter dem Namen Taras nach Alang gebracht und verschrottet.

### Shota Rustaveli
Die Shota Rustaveli (russisch Шота Руставели), benannt nach Schota Rustaweli, wurde am 30. Juni 1968 an die sowjetische Schwarzmeer-Seereederei abgeliefert und im Kreuzfahrtdienst eingesetzt. Nach dem Zusammenbruch der Sowjetunion kam sie in ukrainischen Besitz. 2000 wurde sie an die Kaalbye Shipping International aus Kingstown, St Vincent, verkauft und in Assedo umbenannt. Im November 2003 wurde sie zum Abbruch nach Alang überführt.

### Mikhail Lermontov
Die Mikhail Lermontov (russisch Михаил Лермонтов), benannt nach Michail Jurjewitsch Lermontow, wurde am 18. März 1972 an die sowjetische Ostseereederei abgeliefert. Sie wurde im Kreuzfahrt- und Passagierliniendienst von Bremerhaven zu den Kanarischen Inseln, nach Montreal und New York City eingesetzt. Nachdem der amerikanische Präsident Ronald Reagan 1980 sowjetischen Schiffen das Anlegen in Häfen der USA verboten hatte, wurden die Fahrten nach New York eingestellt. 1982 erfolgte auf der Lloyd Werft Bremerhaven eine Überholung und ein Umbau des Schiffes. In den Morgenstunden des 16. Februar 1986 schlug die Mikhail Lermontov in der Nähe von Cape Jackson (Neuseeland) in Neuseeland leck. Die 405 Passagiere wurden von anderen Schiffen übernommen. Der Versuch, das Schiff auf den Strand zu setzen, misslang. Um 22.45 Uhr sank die Mikhail Lermontov, wobei ein Besatzungsmitglied ums Leben kam. Das auf der Steuerbordseite in 30 Meter Tiefe liegende Wrack ist ein Anziehungspunkt für Sporttaucher.

## Technik
Die Schiffe besaßen drei durchgehende und zwei partielle Decks, außerdem Promenaden-, Salon-, Boots-, Sonnen- und Brückendeck. Drei Laderäume und eine Garage, die durch Kräne von 3,2 und 1,6 t Tragfähigkeit bedient wurden, hatten zusammen ein Volumen von 2.600 m³.
Bei Indienststellung standen für 750 Passagiere 22 Einbett-, 302 Zweibett- und 312 Vierbett-Kabinen zur Verfügung, außerdem vier Luxuskabinen für sechs Personen und vier Kabinen für Mütter mit Kindern mit 16 Plätzen. Weiterhin waren die Schiffe für die Beförderung von 550 Deckspassagieren eingerichtet. Die Gesamtbesatzung bestand aus 347 Mann.
Als Antrieb wurden zwei Schiffsdieselmotoren der Ciegielski-Werke in Posen vom Typ 7 RD 76 (Lizenz Sulzer) mit je 7.723 kW Leistung eingebaut, die auf zwei Festpropeller wirken. Die Aktionsradius wurde mit 8.000 Seemeilen, die Geschwindigkeit mit 20 Knoten angegeben.